# Juwelenraub in Hollywood
Juwelenraub in Hollywood (englischer Titel The Stolen Jools) ist eine US-amerikanische Kurzfilm-Kriminalkomödie von William C. McGann aus dem Jahr 1931.

## Handlung
Auf dem jährlichen Ball der Filmstars wurden Norma Shearers Juwelen gestohlen. Die Polizei wird von Edward G. Robinson und George E. Stone mit vorgehaltener Waffe um Aufklärung gebeten, da die Juwelen „ihnen entwendet wurden“. Nach einer Odyssee von Befragungen der auf dem Ball anwesend gewesenen Filmstars nach den Juwelen offenbart Mitzi Green, dass sie gesehen hat, wie Edward G. Robinson und George E. Stone diese in eine Kiste packten, und vermutete, dass da etwas nicht in Ordnung ist. Aus Ehrlichkeit nahm sie sie an sich.

## Hintergrund
Der Film wurde von Blackhawk Films in Kooperation mit Chesterfield Cigarettes aus wohltätigem Zweck produziert. Der Film war Chesterfields Beitrag zur Unterstützung der Arbeit des National Variety Artists Tuberculosis Sanitarium. Als Production Supervisor war E. K. Nadel tätig. Der Film hatte am 4. April 1931 Premiere. Nach der Vorstellung wurde das Publikum um Spenden für die karitative Einrichtung gebeten.
In Großbritannien war der Film unter dem Namen The Slippery Pearls bekannt; die Titelkarte hat den Filmtitel The Stolen Jools.

## Besetzung
Die Starbesetzung in der Reihenfolge ihres Auftritts:
- Auf der Polizeiwache: Wallace Beery, Buster Keaton, Jack Hill, J. Farrell MacDonald, Edward G. Robinson, George E. Stone
- Die Kripo: Eddie Kane, Stan Laurel und Oliver Hardy
- Beim Haus des Opfers: Our Gang (Farina, Stymie, Chubby, Mary Ann Jackson, Shirley Jean Rickert, Dorothy, Wheezer, Pete the Pup), außerdem Polly Moran, Norma Shearer, Hedda Hopper
- Tete-a-Tete: Joan Crawford, William Haines
- Auf der Hollywoodschaukel: Dorothy Lee
- Beim Frühstück: Victor McLaglen, Edmund Lowe, El Brendel
- Im Hotel: Charlie Murray, George Sidney, Winnie Lightner, Fifi D’Orsay, Warner Baxter, Irene Dunne
- Beim Mittagessen: Bert Wheeler und Robert Woolsey
- Im Filmstudio: Richard Dix, Claudia Dell, Lowell Sherman
- Die Zeitungsleute: Eugene Pallette, Stuart Erwin, Skeets Gallagher, Gary Cooper, Wynne Gibson, Buddy Rogers
- Der Privatdetektiv: Maurice Chevalier
- Unter dem Baum: Douglas Fairbanks, Jr., Loretta Young, Richard Barthelmess, Charles Butterworth
- Paare zu Hause: Bebe Daniels und Ben Lyon, Barbara Stanwyck und Frank Fay
- In einer Filmszene: Jack Oakie und Fay Wray
- Mann mit Bart: Joe E. Brown (ohne Erwähnung im Abspann)
- Filmvorführer: George „Gabby“ Hayes
- Der Kleinwüchsige: Little Billy
- Die Rätsellöserin: Mitzi Green